# 石榴河 (洛清江)
石榴河，又称二排河，位于中国广西壮族自治区北部，是洛清江左岸支流，发源于荔浦县蒲芦瑶族乡长洞屯北1.3千米处，南流至华茶城乡文德村，进入金秀瑶族自治县境称三江河，西南流经三江乡和头排镇二排村后进入鹿寨县境转西北流，经鹿寨县四排乡至寨沙镇转西流，至六往村（原属龙江乡）右纳龙江河后转西南流，至鹿寨镇俄洲村西汇入洛清江。干流长139千米，平均比降1.40‰，流域面积1326平方千米。